# ミヒャエル・シュティヒ
ミヒャエル・シュティヒ（Michael Stich, 1968年10月18日 - ）は、ドイツ・ピンネベルク出身の元男子プロテニス選手。身長193cm、体重79kgの細身から放つ、時速200km/hを超える強力な弾丸サーブを最大の武器にした。自己最高ランキングはシングルス2位、ダブルス9位で、シングルス・ダブルスとも世界トップ10に入った数少ない選手のひとりである。ATPツアーではシングルスで1991年ウィンブルドンを含む18勝、ダブルスで1992年ウィンブルドンとバルセロナ五輪を含む10勝を挙げた。
1991年の ウィンブルドン男子シングルス優勝者、ATPツアー世界選手権1993年優勝者である。

## 来歴
シュティヒは18歳までサッカークラブに所属し、1988年に20歳でプロテニス選手になった。
1991年の全仏オープンで、シュティヒはジム・クーリエとの準決勝まで進出する。
全仏に続くウィンブルドンで、シュティヒはボリス・ベッカーとテニス史上初の「ドイツ対決の決勝」を戦い、1歳年上のベッカーを 6-4, 7-6, 6-4 のストレートで破って4大大会初優勝を飾った。女子シングルスではシュテフィ・グラフが優勝したことから、このウィンブルドンは2年ぶりの“ドイツ・アベック優勝”と呼ばれた。
大会前年優勝者として臨んだ1992年ウィンブルドンでは、準々決勝で第5シードのピート・サンプラスに敗れて連覇を逃したが、ジョン・マッケンローとペアを組んだ男子ダブルスで優勝を果たす。シュティヒとマッケンローは、男子ダブルス決勝でジム・グラブ＆リッチー・レネバーグ（ともにアメリカ）組と歴史的な名勝負を繰り広げ、5-7, 7-6, 3-6, 7-6, 19-17 のスコアで優勝を飾った。試合時間「5時間1分」は、ウィンブルドン男子ダブルス決勝の史上最長時間記録である。1992年限りで現役を引退したマッケンローは、最後の4大大会タイトルをシュティヒとのペアで獲得した。この後、シュティヒは1992年バルセロナ五輪にもドイツ代表選手として出場し、ボリス・ベッカーとの男子ダブルスで金メダルを獲得した。シュティヒとベッカーは、決勝で南アフリカ代表のウェイン・フェレイラ＆ピート・ノーバル組を 7-6, 4-6, 7-6, 6-3 で破っている。しかし、シングルスでは2回戦で同じドイツのカール＝ウーベ・シュテープに敗れた。
1993年の男子テニスツアー年間最終戦（出場選手は世界ランキング上位8名のみ、現在の名称はテニス・マスターズ・カップ）で、シュティヒは決勝戦で当時の世界ランキング1位、ピート・サンプラスを 7-6, 2-6, 7-6, 6-2 で破り、このビッグタイトル獲得により世界ランキングを自己最高の2位に上げた。
しかし、1994年の4大大会では全豪オープン1回戦・全仏オープン2回戦・ウィンブルドン1回戦敗退に終わり、キャリアの最盛期に入ったサンプラスとの差を縮めることができなかった。それから、シュティヒは全米オープンで自身2度目の4大大会決勝進出を果たしたが、世界ランキング20位のノーシードから勝ち上がったアンドレ・アガシに 1-6, 6-7, 5-7 のストレートで敗れ、全米は準優勝で止まった。
2年後の1996年、シュティヒは全仏オープンでも決勝進出を果たすが、ロシアのエフゲニー・カフェルニコフに 6-7, 5-7, 6-7 で敗れた。全仏オープン男子シングルスにおけるドイツ人選手の優勝は、（現時点では）1937年のヘンナー・ヘンケル（1915年 - 1942年）が最後である。シュティヒは“ヘンケル以来59年ぶりの”ドイツ人男子選手による全仏優勝のチャンスを逃したことになる。
1997年のウィンブルドンで、シュティヒは6年ぶり2度目のベスト4に進出したが、フランスのセドリック・ピオリーンに 7-6, 2-6, 1-6, 7-5, 4-6 のフルセットで惜敗した。この大会を最後に、シュティヒは肩の故障から現役を引退した。現在は35歳以上の現役引退選手を対象としたシニア・ツアーに参戦している。
シュティヒは2018年に国際テニス殿堂入りを果たした。

## プレースタイル
高速サーブに加え、ボレーとバックハンド・ストロークにも高い技術を持つオールラウンド・プレーヤー。
綺麗なフォームから打ち出すサーブは、200キロ以上。1991年ウィンブルドンでエドベリ、ベッカーを連破し優勝した際は、1980年代後半を代表するビッグサーバーであるベッカーのサーブを平均10キロ近く上回り衝撃を与えている。イワニセビッチ、サンプラスとともに1990年代の最速サーバーの一人である。
またボレーも上手く、片手バックハンドも強力であることから、キャリア初期は「サーブの早いエドベリ」と称されたこともある。
しかし１つ１つ１つの技は最高レベルであるが、プレイヤートータルとしては、数少ない絶好調時期を除き、サンプラス、アガシ、ベッカー等時代の最強プレイヤー達に及ばず。特にアガシを苦手としており、6連敗と一度も勝つことができなかった。
結果として、1991年の衝撃的優勝後、飛躍することができず、4大大会では この1991年ウィンブルドン 優勝の1回に止まっている。

## 4大大会シングルス成績
略語の説明
| W | F | SF | QF | #R | RR | Q# | LQ | A | Z# | PO | G | S | B | NMS | P | NH |

W=優勝, F=準優勝, SF=ベスト4, QF=ベスト8, #R=#回戦敗退, RR=ラウンドロビン敗退, Q#=予選#回戦敗退, LQ=予選敗退, A=大会不参加, Z#=デビスカップ/BJKカップ地域ゾーン, PO=デビスカップ/BJKカッププレーオフ, G=オリンピック金メダル, S=オリンピック銀メダル, B=オリンピック銅メダル, NMS=マスターズシリーズから降格, P=開催延期, NH=開催なし.
| 大会           | 1987 | 1988 | 1989 | 1990 | 1991 | 1992 | 1993 | 1994 | 1995 | 1996 | 1997 | SR     | W–L   |
| -------------- | ---- | ---- | ---- | ---- | ---- | ---- | ---- | ---- | ---- | ---- | ---- | ------ | ----- |
| 全豪オープン   | A    | A    | A    | 3R   | 3R   | QF   | SF   | 1R   | 3R   | A    | 2R   | 0 / 7  | 16–7  |
| 全仏オープン   | A    | A    | 2R   | 2R   | SF   | 3R   | 4R   | 2R   | 4R   | F    | A    | 0 / 8  | 22–8  |
| ウィンブルドン | A    | A    | 1R   | 3R   | W    | QF   | QF   | 1R   | 1R   | 4R   | SF   | 1 / 9  | 25–8  |
| 全米オープン   | A    | A    | 1R   | 2R   | QF   | 2R   | 1R   | F    | 4R   | 2R   | A    | 0 / 8  | 15–8  |
| Win–Loss       | 0–0  | 0–0  | 1–3  | 6–4  | 17–3 | 11–4 | 12–4 | 7–4  | 8–4  | 10–3 | 6–2  | 1 / 32 | 78–31 |
| ランキング     | 564  | 269  | 100  | 42   | 4    | 15   | 2    | 9    | 12   | 16   | 64   |        |       |